# Face of Beauty International 2019
La 8.ª edición de Face of Beauty International, correspondiente al año 2019; tuvo lugar el 17 de noviembre en el Royce Hotel & Casino de la ciudad de Mabalácat, Filipinas. Candidatas de 36 países y territorios autónomos compitieron por el título. Al final del evento Myint Mo May – Face of Beauty International 2018 – de Myanmar, coronó a Peerachada Khunrak, de Tailandia, como su sucesora.

## Resultados
| Posiciones                        | Candidata |
| --------------------------------- | --- |
| Face of Beauty International 2019 | - Tailandia - Peerachada Khunrak |
| Primera Finalista                 | - Rusia - Alina Mikhalchuk |
| Segunda Finalista                 | - Sudáfrica - Meghan Pearl |
| Tercera Finalista                 | - Taiwán - Kao Man-Jung |
| Cuarta Finalista                  | - Brasil - Sabrina Peretto |
| Top 20                            | - Armenia - Preni Davtyan - Canadá - Maria Giorlando - China - Ru Ji - Corea del Sur - Sang Min Kim - Egipto - Habiba Omar Guda Siler - Estonia - Adriana Mass - Filipinas - Samantha Ilene Coloso - Fiyi - Ashreen Lata Nand - Japón - Mana Nishimura - Kosovo - Melisa Dakaj - Myanmar - Htun Palal Yadanar - Nueva Zelanda - Leia Edmonds - Panamá - Yorlenis Lineth Rodríguez Pérez - Suecia - Engla Viktoria Olin - Suiza - Léa Jeambrun |

### Teen Face of Beauty International
| Posiciones                             | Candidata                                  |
| -------------------------------------- | ------------------------------------------ |
| Teen Face of Beauty International 2019 | - Nueva Zelanda - Leia Edmonds             |
| Primera Finalista                      | - Estonia - Adriana Mass                   |
| Segunda Finalista                      | - Panamá - Yorlenis Lineth Rodríguez Pérez |

## Premios Especiales
| Título                      | Candidata                                                   |
| --------------------------- | ----------------------------------------------------------- |
| I AM ME                     | - Fiyi - Ashreen Lata Nand                                  |
| Embajadora de Turismo       | - Filipinas - Samantha Ilene Coloso                         |
| Face of APC                 | - China - Ru Ji                                             |
| Mejor en Entrevista         | - Sudáfrica - Meghan Pearl                                  |
| Mejor en Talento            | - Taiwán - Kao Man-Jung                                     |
| Mejor en Traje Nacional     | - Corea del Sur - Sang Min Kim                              |
| Mejor en Traje de Baño      | - Tailandia - Peerachada Khunrak                            |
| Mejor en Traje de Noche     | - Suiza - Léa Jeambrun                                      |
| Miss Caridad                | - Fiyi - Ashreen Lata Nand                                  |
| Miss Fotogénica             | - China - Ru Ji                                             |
| Miss Salud y Forma Física   | - Brasil - Sabrina Peretto                                  |
| Miss Simpatía               | - República Democrática del Congo - Yasmine Lunkebila Kiela |
| Miss Sonrisa                | - Tailandia - Peerachada Khunrak                            |
| Premio de Missologos        | - Myanmar - Htun Palal Yadanar                              |
| Premio Popularidad en Línea | - Tailandia - Peerachada Khunrak                            |

- Nota: Ganadoras según la página web oficial del concurso y referencias externas.[2]

## Candidatas
36 candidatas compitieron por el título:
(En la tabla se utiliza su nombre completo, los sobrenombres van entrecomillados y los apellidos utilizados como nombre artístico, entre paréntesis; fuera de ella se utilizan sus nombres «artísticos» o simplificados).
| País/Territorio                 | Candidata                       |
| ------------------------------- | ------------------------------- |
| Armenia                         | Preni Davtyan                   |
| Baskortostán                    | Anisa Ramazan                   |
| Bélgica                         | Indra Parmentier                |
| Benelux                         | Luna Timmerman                  |
| Bielorrusia                     | Veronika Tarasevich             |
| Brasil                          | Sabrina Peretto                 |
| Canadá                          | Maria Giorlando                 |
| China                           | Ru Ji                           |
| Corea del Sur                   | Sang Min Kim                    |
| Ecuador                         | Mary Urgilez Guerrero           |
| Egipto                          | Habiba Omar Guda Siler          |
| Estonia                         | Adriana Mass                    |
| Filipinas                       | Samantha Ilene Coloso           |
| Finlandia                       | Vilhelmiina Riuttala            |
| Fiyi                            | Ashreen Lata Nand               |
| India                           | Apurvi Saini                    |
| Japón                           | Mana Nishimura                  |
| Kenia                           | Idah Knowles Otieno             |
| Kosovo                          | Melisa Dakaj                    |
| Malasia                         | Ashlyn Ooi Tze Yin              |
| Myanmar                         | Htun Palal Yadanar              |
| Nueva Zelanda                   | Leia Edmonds                    |
| Países Bajos                    | Chanel Ebhulu                   |
| Panamá                          | Yorlenis Lineth Rodríguez Pérez |
| Polonia                         | Natalia Drąg                    |
| República Democrática del Congo | Yasmine Lunkebila Kiela         |
| Rusia                           | Alina Mikhalchuk                |
| Sri Lanka                       | Nimeshi Piyona Thenage          |
| Sudáfrica                       | Meghan Pearl                    |
| Suecia                          | Engla Viktoria Olin             |
| Suiza                           | Léa Jeambrun                    |
| Tailandia                       | Peerachada Khunrak              |
| Taiwán                          | Kao Man-Jung                    |
| Tonga                           | Seta Vaka                       |
| Turkmenistán                    | Selbi Muhammetgulyyeva          |
| Zambia                          | Dorcas Nyirongo                 |

### Candidatas retiradas
- Australia - Hayley Bradney Lee
- Bangladés - Fatiha Khould Miami
- Curazao - Sherry Morales
- Francia - Alice Delaroche
- Honduras - Jazmín Velásquez
- Kazajistán - Uvazirova Tahmina
- Lesoto - Mamokete Tsoenyane
- México - Karen García
- Perú - Jhariza Calderón
- Siberia - Olga Nikitina
- Ucrania - Solomia Kavinska

## Datos acerca de las delegadas
- Algunas de las delegadas de Face of Beauty International 2019 han participado, o participarán, en otros certámenes internacionales de importancia:
  - Indra Parmentier (Bélgica) fue cuartofinalista en Miss Glam World 2022.
  - Adriana Mass (Estonia) participó sin éxito en Miss Aura Internacional 2020 , Miss Intercontinental 2021 y Miss Mundo 2023.
  - Natalia Drąg (Polonia) participó sin éxito en Miss Elite 2022.
  - Engla Viktoria Olin (Suecia) participó sin éxito en Miss Landscapes Internacional 2019 y Reina Internacional del Chocolate 2020.
  - Kao Man-Jung (Taiwán) participó sin éxito en Miss Internacional 2018, cuarta finalista en Miss World Beauty World 2019, semifinalista en Miss Onelife 2019 y ganadora de Miss Chinese World 2021 y Miss Glam World 2024.

## Sobre los países en Face of Beauty International 2019

### Naciones debutantes
- República Democrática del Congo
- Turkmenistán

### Naciones que regresan a la competencia
Compitió por última vez en 2014:
- Fiyi

Compitió por última vez en 2015:
- Taiwán

Compitieron por última vez en 2016:
- Japón
- Kosovo

Compitieron por última vez en 2017:
- Baskortostán
- Bielorrusia
- Kenia
- Países Bajos

### Naciones ausentes
| - Borneo - Dinamarca - Etiopía - Ghana - Indonesia - Kazajistán - Laos - Lesoto | - Letonia - Nepal - Nicaragua - Puerto Rico - Samoa - Siberia - Singapur - Ucrania |